# Каленцано
Каленцано (італ. Calenzano) — муніципалітет в Італії, у регіоні Тоскана,  метрополійне місто Флоренція.
Каленцано розташоване на відстані близько 250 км на північний захід від Рима, 11 км на північний захід від Флоренції.

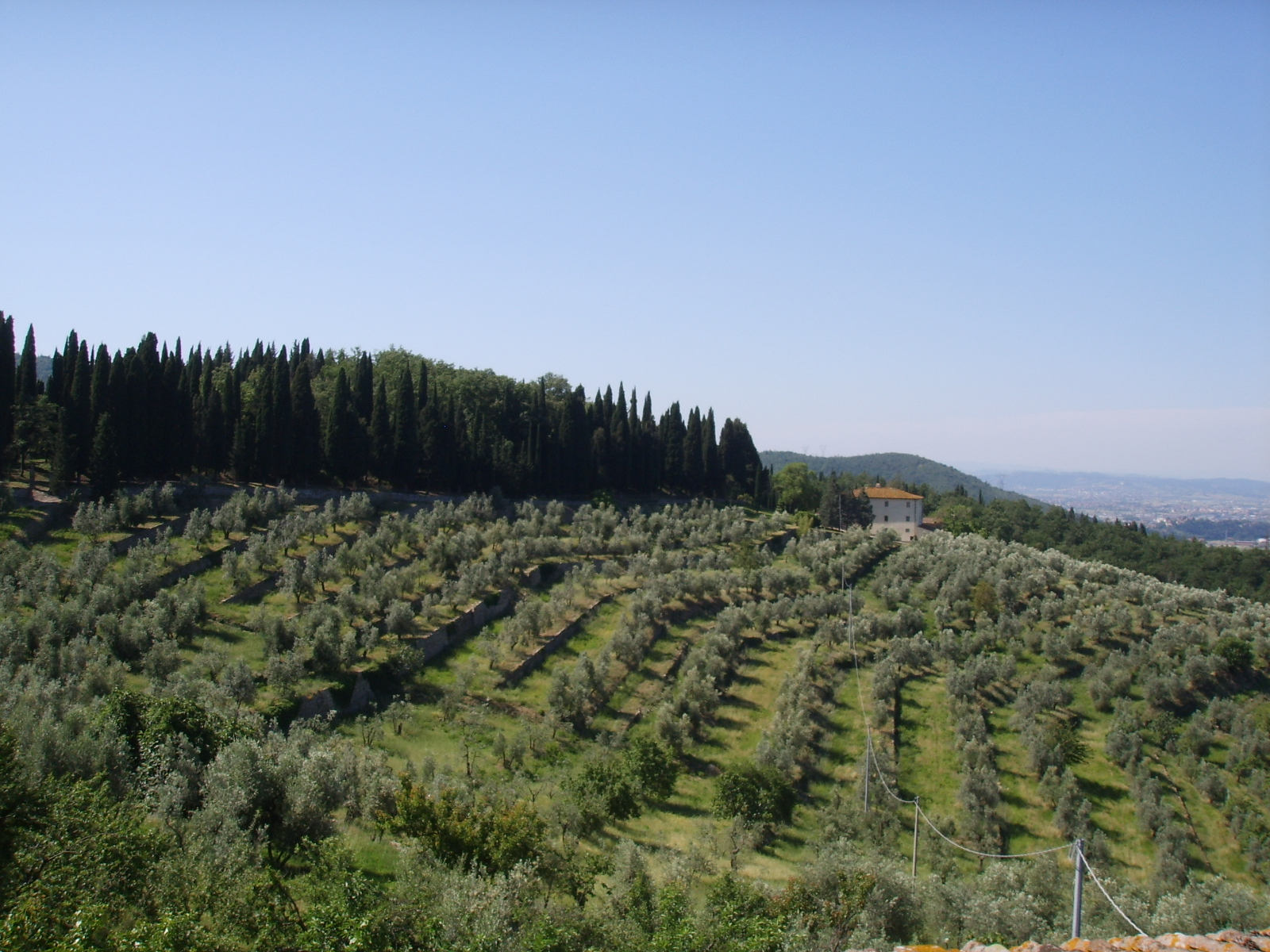

Населення — 17 433 особи (2014).
Покровитель — San Niccolò.

## Демографія
Населення за роками:

Станом на 1 січня 2023 року в муніципалітеті офіційно проживало 1446 іноземців з 71 країни, серед них 318 громадян країн Євросоюзу та 17 громадян України.

## Сусідні муніципалітети
- Барберино-ді-Муджелло
- Кампі-Бізенціо
- Прато
- Скарперія-е-Сан-П'єро
- Сесто-Фьорентіно
- Валья
- Ваяно